# 1517 en littérature
| Années de la littérature : 1514 - 1515 - 1516 - 1517 - 1518 - 1519 - 1520    |
| Décennies de la littérature : 1480 - 1490 - 1500 - 1510 - 1520 - 1530 - 1540 |

Cet article présente les faits marquants de l'année 1517 en littérature.

## Événements
- Automne 1517-printemps 1525 : composition des Satires, poèmes inspirés des auteurs latins, de l’Arioste, publiés en juin 1534[1].
- 17 décembre : Machiavel mentionne dans une lettre à Luigi Alamanni l’Âne d’or, un poème qu’il est en train de composer[2].

## Parutions

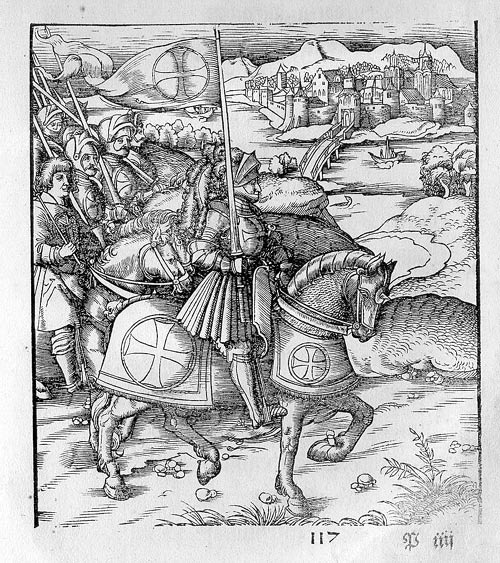
Illustration du Theuerdank, 1517

- 1er mars : publication du Theuerdank, poème épique de Marx Treitzsaurwein (de), à la gloire de Maximilien Ier, à Nuremberg chez Johann Schönsperger[3].
- 6 août : l’imprimeur Francysk Skaryna à publie à Prague un Psautier, le premier livre imprimé en langue ruthène[4], puis une traduction de la Bible en vingt-deux tomes de 1517 à 1519.
- 31 octobre : Les Quatre-Vingt-Quinze-Thèses de Martin Luther, sont placardées sur les portes de l'église du château de Wittemberg[5]

- Insignia peculiaria christianissimi Francorum regni, de Jean Ferrault[6].

## Naissances
- 25 juillet : Jacques Peletier du Mans, poète humaniste et mathématiciens français († 1582).

## Décès
- Paulus Niavis, humaniste et pédagogue du Saint-Empire romain germanique (° vers 1460).